# Emilio Butragueño
Emilio Butragueño Santos (Madrid, 22 luglio 1963) è un dirigente sportivo ed ex calciatore spagnolo, di ruolo attaccante. Attualmente è direttore delle relazioni istituzionali del Real Madrid.
Considerato uno dei più forti attaccanti spagnoli di sempre nonché uno dei migliori della sua generazione, per un gioco linguistico sul suo cognome era soprannominato El Buitre (in italiano "L'avvoltoio"), sebbene fosse noto anche con il soprannome di El Caballero Blanco (in italiano "Il cavaliere bianco") per la sua sentita militanza madridista. Nel marzo del 2004, Pelé l'ha inserito nella FIFA 100, la lista dei 125 migliori calciatori viventi, redatta in occasione del Centenario della FIFA.
Lega la sua carriera in particolare al Real Madrid, con il quale è stato a cavallo degli anni Ottanta simbolo e bandiera, vincendo in tutto 15 titoli in 13 anni, tra cui figurano sei campionati spagnoli, due Coppe del Re, una Coppa della Liga, quattro Supercoppe spagnole e due Coppe UEFA.
Con la nazionale spagnola, ha partecipato a due Mondiali (1986 e 1990) e a due Europei (1984 e 1988).

## Caratteristiche tecniche
(Alfredo Di Stefano)
Giocatore piccolo di statura ma buon finalizzatore sotto porta, era anche dotato di una grande tecnica individuale. Le sue caratteristiche peculiari erano la velocità e la rapidità, al quale sapeva unire una certa astuzia.
Sapeva svariare su tutto il fronte offensivo, sebbene prediligesse partire dall'esterno per accentrarsi.

## Carriera

### Giocatore

#### Club
Ha legato la sua carriera al Real Madrid, di cui è stato la punta di diamante dal 1984 al 1995. Esordì in prima squadra il 5 febbraio 1984, a Cadice: insieme al compagno di reparto Hugo Sánchez ha formato una prolifica coppia d'attacco.
È stato il membro principale della cosiddetta Quinta del Buitre, insieme ai compagni di squadra Míchel, Miguel Pardeza, Martín Vázquez e Manuel Sanchís. Autore di 171 reti in 563 presenze con la "camiseta blanca", è stato campione di Spagna in sei occasioni, cinque delle quali consecutive (dal 1986 al 1990): ha inoltre vinto 2 Coppe di Spagna e 4 Supercoppe. In campo internazionale si è aggiudicato la Coppa UEFA per due stagioni consecutive: 1984-85 e 1985-86 entrambe le volte dopo aver eliminato l'Inter in semifinale.

#### Nazionale
Fu convocato dalla nazionale spagnola per l'Europeo 1984, nel corso del quale non scese però in campo; esordì il 17 ottobre dello stesso anno, segnando un gol contro il Galles (in una partita vinta 3-0). Partecipò ai campionati mondiali nel 1986, realizzando una quaterna alla Danimarca negli ottavi di finale, e nel 1990. Ha segnato una rete anche all'Europeo 1988, sempre contro la Danimarca, nella fase a gironi.

### Dirigente
Il 15 gennaio 2001 entrò nella dirigenza della società madrilena come assistente di Jorge Valdano, che l'11 giugno 2004 sostituì nel ruolo di direttore generale; il 21 dicembre successivo fu anche nominato vicepresidente. Si dimise dalla carica il 5 luglio 2006, dopo la nomina di Ramón Calderón a presidente. Rientrò nei quadri dirigenziali l'11 giugno 2009, con l'incarico di direttore delle relazioni istituzionali.

## Statistiche
Tra club e nazionale maggiore, Butragueño ha giocato 734 partite segnando 272 reti, alla media di 0,37 gol a partita.

### Presenze e reti nei club
| Stagione                | Squadra                 | Campionato              | Campionato | Campionato | Coppa nazionale | Coppa nazionale | Coppa nazionale | Coppe continentali | Coppe continentali | Coppe continentali | Altre coppe | Altre coppe | Altre coppe | Totale | Totale |
| Stagione                | Squadra                 | Comp                    | Pres       | Reti       | Comp            | Pres            | Reti            | Comp               | Pres               | Reti               | Comp        | Pres        | Reti        | Pres   | Reti   |
| ----------------------- | ----------------------- | ----------------------- | ---------- | ---------- | --------------- | --------------- | --------------- | ------------------ | ------------------ | ------------------ | ----------- | ----------- | ----------- | ------ | ------ |
| 1981-1982               | Real Madrid Aficionados | TD                      | 29         | 6          | -               | -               | -               | -                  | -                  | -                  | -           | -           | -           | 29     | 6      |
| 1981-1982               | Real M. Castilla        | SD                      | 6          | 3          | CR              | 0               | 0               | -                  | -                  | -                  | -           | -           | -           | 6      | 3      |
| 1982-1983               | Real M. Castilla        | SD                      | 38         | 13         | CR+CdL2         | 4+3             | 0               | -                  | -                  | -                  | -           | -           | -           | 45     | 13     |
| 1983-1984               | Real M. Castilla        | SD                      | 21         | 21         | CR              | 10              | 3               | -                  | -                  | -                  | -           | -           | -           | 31     | 24     |
| Totale Real M. Castilla | Totale Real M. Castilla | Totale Real M. Castilla | 65         | 37         |                 | 14+3            | 3+0             |                    | -                  | -                  |             | -           | -           | 82     | 40     |
| 1983-1984               | Real Madrid             | PD                      | 10         | 4          | CR+CdL          | 0+2             | 0+2             | -                  | -                  | -                  | -           | -           | -           | 12     | 6      |
| 1984-1985               | Real Madrid             | PD                      | 29         | 10         | CR+CdL          | 2+2             | 0               | CU                 | 11                 | 4                  | -           | -           | -           | 44     | 14     |
| 1985-1986               | Real Madrid             | PD                      | 31         | 10         | CR              | 6               | 2               | CU                 | 12                 | 2                  | -           | -           | -           | 49     | 14     |
| 1986-1987               | Real Madrid             | PD                      | 35         | 11         | CR              | 3               | 3               | CC                 | 7                  | 5                  | -           | -           | -           | 45     | 19     |
| 1987-1988               | Real Madrid             | PD                      | 32         | 12         | CR              | 3               | 1               | CC                 | 8                  | 2                  | -           | -           | -           | 43     | 15     |
| 1988-1989               | Real Madrid             | PD                      | 33         | 15         | CR              | 6               | 2               | CC                 | 8                  | 4                  | SS          | 2           | 1           | 49     | 22     |
| 1989-1990               | Real Madrid             | PD                      | 32         | 10         | CR              | 6               | 2               | CC                 | 2                  | 2                  | -           | -           | -           | 40     | 14     |
| 1990-1991               | Real Madrid             | PD                      | 35         | 19         | CR              | 2               | 0               | CC                 | 4                  | 4                  | SS          | 2           | 2           | 43     | 25     |
| 1991-1992               | Real Madrid             | PD                      | 35         | 14         | CR              | 6               | 4               | CU                 | 9                  | 1                  | -           | -           | -           | 50     | 19     |
| 1992-1993               | Real Madrid             | PD                      | 34         | 9          | CR              | 3               | 1               | CU                 | 6                  | 1                  | -           | -           | -           | 43     | 11     |
| 1993-1994               | Real Madrid             | PD                      | 27         | 8          | CR              | 2               | 1               | CdC                | 4                  | 2                  | SS          | 0           | 0           | 33     | 11     |
| 1994-1995               | Real Madrid             | PD                      | 8          | 1          | CR              | 0               | 0               | CU                 | 4                  | 0                  | -           | -           | -           | 12     | 1      |
| Totale Real Madrid      | Totale Real Madrid      | Totale Real Madrid      | 341        | 123        |                 | 39+4            | 16+2            |                    | 75                 | 27                 |             | 4           | 3           | 463    | 171    |
| 1995-1996               | Atlético Celaya         | PD                      | 28+6       | 14+3       | cMX             | ?               | ?               | -                  | -                  | -                  | -           | -           | -           | 34+    | 17+    |
| 1996-1997               | Atlético Celaya         | PD                      | 26         | 2          | cMX             | ?               | ?               | -                  | -                  | -                  | -           | -           | -           | 26+    | 2+     |
| 1997-1998               | Atlético Celaya         | PD                      | 31         | 10         | cMX             | ?               | ?               | -                  | -                  | -                  | -           | -           | -           | 31+    | 10+    |
| Totale Atlético Celaya  | Totale Atlético Celaya  | Totale Atlético Celaya  | 85+6       | 26+3       |                 | ?               | ?               |                    | -                  | -                  |             | -           | -           | 91+    | 29+    |
| Totale carriera         | Totale carriera         | Totale carriera         | 520+6      | 192+3      |                 | 60+             | 21+             |                    | 75                 | 27                 |             | 4           | 3           | 665+   | 246+   |

### Cronologia presenze e reti in nazionale
| Cronologia completa delle presenze e delle reti in nazionale ― Spagna | Cronologia completa delle presenze e delle reti in nazionale ― Spagna | Cronologia completa delle presenze e delle reti in nazionale ― Spagna | Cronologia completa delle presenze e delle reti in nazionale ― Spagna | Cronologia completa delle presenze e delle reti in nazionale ― Spagna | Cronologia completa delle presenze e delle reti in nazionale ― Spagna | Cronologia completa delle presenze e delle reti in nazionale ― Spagna | Cronologia completa delle presenze e delle reti in nazionale ― Spagna |
| Data                                                                  | Città                                                                 | In casa                                                               | Risultato                                                             | Ospiti                                                                | Competizione                                                          | Reti                                                                  | Note                                                                  |
| --------------------------------------------------------------------- | --------------------------------------------------------------------- | --------------------------------------------------------------------- | --------------------------------------------------------------------- | --------------------------------------------------------------------- | --------------------------------------------------------------------- | --------------------------------------------------------------------- | --------------------------------------------------------------------- |
| 17-10-1984                                                            | Siviglia                                                              | Spagna                                                                | 3 – 0                                                                 | Galles                                                                | Qual. Mondiali 1986                                                   | 1                                                                     |                                                                       |
| 14-11-1984                                                            | Glasgow                                                               | Scozia                                                                | 3 – 1                                                                 | Spagna                                                                | Qual. Mondiali 1986                                                   | -                                                                     | 46’                                                                   |
| 23-1-1985                                                             | Alicante                                                              | Spagna                                                                | 3 – 1                                                                 | Finlandia                                                             | Amichevole                                                            | 2                                                                     |                                                                       |
| 27-3-1985                                                             | Siviglia                                                              | Spagna                                                                | 1 – 0                                                                 | Scozia                                                                | Qual. Mondiali 1986                                                   | -                                                                     |                                                                       |
| 27-3-1985                                                             | Palma di Maiorca                                                      | Spagna                                                                | 0 – 0                                                                 | Irlanda del Nord                                                      | Amichevole                                                            | -                                                                     | 70’                                                                   |
| 25-9-1985                                                             | Siviglia                                                              | Spagna                                                                | 2 – 1                                                                 | Islanda                                                               | Qual. Mondiali 1986                                                   | -                                                                     |                                                                       |
| 20-11-1985                                                            | Saragozza                                                             | Spagna                                                                | 0 – 0                                                                 | Austria                                                               | Amichevole                                                            | -                                                                     |                                                                       |
| 18-12-1985                                                            | Saragozza                                                             | Spagna                                                                | 2 – 0                                                                 | Bulgaria                                                              | Amichevole                                                            | -                                                                     | 46’                                                                   |
| 22-1-1986                                                             | Las Palmas                                                            | Spagna                                                                | 2 – 0                                                                 | Unione Sovietica                                                      | Amichevole                                                            | -                                                                     | 77’                                                                   |
| 19-2-1986                                                             | Elche                                                                 | Spagna                                                                | 3 – 0                                                                 | Belgio                                                                | Amichevole                                                            | 1                                                                     |                                                                       |
| 26-3-1986                                                             | Cadice                                                                | Spagna                                                                | 3 – 0                                                                 | Polonia                                                               | Amichevole                                                            | 1                                                                     | 78’                                                                   |
| 1-6-1986                                                              | Guadalajara                                                           | Brasile                                                               | 1 – 0                                                                 | Spagna                                                                | Mondiali 1986 - 1º turno                                              | -                                                                     |                                                                       |
| 7-6-1986                                                              | Zapopan                                                               | Irlanda del Nord                                                      | 1 – 2                                                                 | Spagna                                                                | Mondiali 1986 - 1º turno                                              | 1                                                                     |                                                                       |
| 12-6-1986                                                             | Monterrey                                                             | Algeria                                                               | 0 – 3                                                                 | Spagna                                                                | Mondiali 1986 - 1º turno                                              | -                                                                     | 46’                                                                   |
| 18-6-1986                                                             | Santiago de Querétaro                                                 | Danimarca                                                             | 1 – 5                                                                 | Spagna                                                                | Mondiali 1986 - Ottavi di finale                                      | 4                                                                     |                                                                       |
| 22-6-1986                                                             | Puebla de Zaragoza                                                    | Belgio                                                                | 1 – 1 dts (5 – 4 dtr)                                                 | Spagna                                                                | Mondiali 1986 - Quarti di finale                                      | -                                                                     |                                                                       |
| 24-9-1986                                                             | Gijón                                                                 | Spagna                                                                | 3 – 1                                                                 | Grecia                                                                | Amichevole                                                            | -                                                                     | 46’                                                                   |
| 15-10-1986                                                            | Hannover                                                              | Germania Ovest                                                        | 2 – 2                                                                 | Spagna                                                                | Amichevole                                                            | 1                                                                     |                                                                       |
| 12-11-1986                                                            | Siviglia                                                              | Spagna                                                                | 1 – 0                                                                 | Romania                                                               | Qual. Euro 1988                                                       | -                                                                     |                                                                       |
| 3-12-1986                                                             | Tirana                                                                | Albania                                                               | 1 – 2                                                                 | Spagna                                                                | Qual. Euro 1988                                                       | -                                                                     |                                                                       |
| 21-1-1987                                                             | Barcellona                                                            | Spagna                                                                | 1 – 1                                                                 | Paesi Bassi                                                           | Amichevole                                                            | -                                                                     |                                                                       |
| 18-2-1987                                                             | Madrid                                                                | Spagna                                                                | 2 – 4                                                                 | Inghilterra                                                           | Amichevole                                                            | 1                                                                     |                                                                       |
| 1-4-1987                                                              | Vienna                                                                | Austria                                                               | 2 – 3                                                                 | Spagna                                                                | Qual. Euro 1988                                                       | -                                                                     | 13’                                                                   |
| 29-4-1987                                                             | Bucarest                                                              | Romania                                                               | 3 – 1                                                                 | Spagna                                                                | Qual. Euro 1988                                                       | -                                                                     |                                                                       |
| 23-9-1987                                                             | Madrid                                                                | Spagna                                                                | 2 – 0                                                                 | Lussemburgo                                                           | Amichevole                                                            | 1                                                                     |                                                                       |
| 14-10-1987                                                            | Siviglia                                                              | Spagna                                                                | 2 – 0                                                                 | Austria                                                               | Qual. Euro 1988                                                       | -                                                                     |                                                                       |
| 18-11-1987                                                            | Siviglia                                                              | Spagna                                                                | 5 – 0                                                                 | Albania                                                               | Qual. Euro 1988                                                       | -                                                                     |                                                                       |
| 24-2-1988                                                             | Malaga                                                                | Spagna                                                                | 1 – 2                                                                 | Cecoslovacchia                                                        | Amichevole                                                            | -                                                                     |                                                                       |
| 23-3-1988                                                             | Bordeaux                                                              | Francia                                                               | 2 – 1                                                                 | Spagna                                                                | Amichevole                                                            | -                                                                     |                                                                       |
| 27-4-1988                                                             | Madrid                                                                | Spagna                                                                | 0 – 0                                                                 | Scozia                                                                | Amichevole                                                            | -                                                                     |                                                                       |
| 1-6-1988                                                              | Salamanca                                                             | Spagna                                                                | 1 – 3                                                                 | Svezia                                                                | Amichevole                                                            | 1                                                                     |                                                                       |
| 5-6-1988                                                              | Basilea                                                               | Svizzera                                                              | 1 – 1                                                                 | Spagna                                                                | Amichevole                                                            | -                                                                     | 84’                                                                   |
| 11-6-1988                                                             | Hannover                                                              | Spagna                                                                | 3 – 2                                                                 | Danimarca                                                             | Euro 1988 - 1º turno                                                  | 1                                                                     |                                                                       |
| 14-6-1988                                                             | Francoforte                                                           | Italia                                                                | 1 – 0                                                                 | Spagna                                                                | Euro 1988 - 1º turno                                                  | -                                                                     |                                                                       |
| 17-6-1988                                                             | Monaco di Baviera                                                     | Germania Ovest                                                        | 2 – 0                                                                 | Spagna                                                                | Euro 1988 - 1º turno                                                  | -                                                                     | 51’                                                                   |
| 14-9-1988                                                             | Oviedo                                                                | Spagna                                                                | 1 – 2                                                                 | Jugoslavia                                                            | Amichevole                                                            | -                                                                     | cap. 61’                                                              |
| 12-10-1988                                                            | Siviglia                                                              | Spagna                                                                | 1 – 1                                                                 | Argentina                                                             | Amichevole                                                            | 1                                                                     | cap. 87’                                                              |
| 16-11-1988                                                            | Siviglia                                                              | Spagna                                                                | 2 – 0                                                                 | Irlanda                                                               | Qual. Mondiali 1990                                                   | 1                                                                     | cap.                                                                  |
| 21-12-1988                                                            | Siviglia                                                              | Spagna                                                                | 4 – 0                                                                 | Irlanda del Nord                                                      | Qual. Mondiali 1990                                                   | 1                                                                     | cap.                                                                  |
| 22-1-1989                                                             | Ta' Qali                                                              | Malta                                                                 | 0 – 2                                                                 | Spagna                                                                | Qual. Mondiali 1990                                                   | -                                                                     | cap. 48’ 76’                                                          |
| 8-2-1989                                                              | Belfast                                                               | Irlanda del Nord                                                      | 0 – 2                                                                 | Spagna                                                                | Qual. Mondiali 1990                                                   | -                                                                     | cap.                                                                  |
| 23-3-1989                                                             | Siviglia                                                              | Spagna                                                                | 4 – 0                                                                 | Malta                                                                 | Qual. Mondiali 1990                                                   | -                                                                     | cap.                                                                  |
| 26-4-1989                                                             | Dublino                                                               | Irlanda                                                               | 1 – 0                                                                 | Spagna                                                                | Qual. Mondiali 1990                                                   | -                                                                     | cap. 70’                                                              |
| 20-9-1989                                                             | La Coruña                                                             | Spagna                                                                | 1 – 0                                                                 | Polonia                                                               | Amichevole                                                            | -                                                                     | cap.                                                                  |
| 15-11-1989                                                            | Siviglia                                                              | Spagna                                                                | 4 – 0                                                                 | Ungheria                                                              | Qual. Mondiali 1990                                                   | 1                                                                     | cap.                                                                  |
| 13-12-1989                                                            | Santa Cruz de Tenerife                                                | Spagna                                                                | 2 – 1                                                                 | Svizzera                                                              | Amichevole                                                            | -                                                                     | cap. 39’                                                              |
| 21-2-1990                                                             | Alicante                                                              | Spagna                                                                | 1 – 0                                                                 | Cecoslovacchia                                                        | Amichevole                                                            | -                                                                     | cap. 62’                                                              |
| 28-3-1990                                                             | Malaga                                                                | Spagna                                                                | 2 – 3                                                                 | Austria                                                               | Amichevole                                                            | 1                                                                     | cap. 38’                                                              |
| 26-5-1990                                                             | Lubiana                                                               | Jugoslavia                                                            | 0 – 1                                                                 | Spagna                                                                | Amichevole                                                            | 1                                                                     | 88’                                                                   |
| 13-6-1990                                                             | Udine                                                                 | Uruguay                                                               | 0 – 0                                                                 | Spagna                                                                | Mondiali 1990 - 1º turno                                              | -                                                                     | cap.                                                                  |
| 17-6-1990                                                             | Udine                                                                 | Corea del Sud                                                         | 1 – 3                                                                 | Spagna                                                                | Mondiali 1990 - 1º turno                                              | -                                                                     | cap. 68’                                                              |
| 21-6-1990                                                             | Verona                                                                | Spagna                                                                | 2 – 1                                                                 | Belgio                                                                | Mondiali 1990 - 1º turno                                              | -                                                                     | cap. 83’                                                              |
| 26-6-1990                                                             | Verona                                                                | Spagna                                                                | 1 – 2 dts                                                             | Jugoslavia                                                            | Mondiali 1990 - Ottavi di finale                                      | -                                                                     | cap. 78’                                                              |
| 12-9-1990                                                             | Gijón                                                                 | Spagna                                                                | 3 – 0                                                                 | Brasile                                                               | Amichevole                                                            | -                                                                     | cap. 46’                                                              |
| 10-10-1990                                                            | Siviglia                                                              | Spagna                                                                | 2 – 1                                                                 | Islanda                                                               | Qual. Euro 1992                                                       | 1                                                                     | cap.                                                                  |
| 14-11-1990                                                            | Praga                                                                 | Cecoslovacchia                                                        | 3 – 2                                                                 | Spagna                                                                | Qual. Euro 1992                                                       | -                                                                     | cap.                                                                  |
| 19-12-1990                                                            | Siviglia                                                              | Spagna                                                                | 9 – 0                                                                 | Albania                                                               | Qual. Euro 1992                                                       | 4                                                                     | cap.                                                                  |
| 16-1-1991                                                             | Castellón de la Plana                                                 | Spagna                                                                | 1 – 1                                                                 | Portogallo                                                            | Amichevole                                                            | -                                                                     | cap. 46’                                                              |
| 20-2-1991                                                             | Parigi                                                                | Francia                                                               | 3 – 1                                                                 | Spagna                                                                | Qual. Euro 1992                                                       | -                                                                     | cap. 74’                                                              |
| 27-3-1991                                                             | Santander                                                             | Spagna                                                                | 2 – 4                                                                 | Ungheria                                                              | Amichevole                                                            | -                                                                     | 46’                                                                   |
| 17-4-1991                                                             | Cáceres                                                               | Spagna                                                                | 0 – 2                                                                 | Romania                                                               | Amichevole                                                            | -                                                                     | cap. 86’                                                              |
| 4-9-1991                                                              | Oviedo                                                                | Spagna                                                                | 2 – 1                                                                 | Uruguay                                                               | Amichevole                                                            | -                                                                     | cap.                                                                  |
| 25-9-1991                                                             | Reykjavík                                                             | Islanda                                                               | 2 – 0                                                                 | Spagna                                                                | Qual. Euro 1992                                                       | -                                                                     | cap.                                                                  |
| 12-10-1991                                                            | Siviglia                                                              | Spagna                                                                | 1 – 2                                                                 | Francia                                                               | Qual. Euro 1992                                                       | -                                                                     | cap.                                                                  |
| 13-11-1991                                                            | Siviglia                                                              | Spagna                                                                | 2 – 1                                                                 | Cecoslovacchia                                                        | Qual. Euro 1992                                                       | -                                                                     | cap.                                                                  |
| 15-1-1992                                                             | Torres Novas                                                          | Portogallo                                                            | 0 – 0                                                                 | Spagna                                                                | Amichevole                                                            | -                                                                     | cap. 10’                                                              |
| 19-2-1992                                                             | Valencia                                                              | Spagna                                                                | 1 – 1                                                                 | Comunità degli Stati Indipendenti                                     | Amichevole                                                            | -                                                                     | cap. 46’                                                              |
| 22-4-1992                                                             | Siviglia                                                              | Spagna                                                                | 3 – 0                                                                 | Albania                                                               | Amichevole                                                            | -                                                                     |                                                                       |
| 18-11-1992                                                            | Siviglia                                                              | Spagna                                                                | 0 – 0                                                                 | Irlanda                                                               | Qual. Mondiali 1994                                                   | -                                                                     | cap. 61’                                                              |
| Totale                                                                |                                                                       | Presenze                                                              | 69                                                                    |                                                                       | Reti (8º posto)                                                       | 26                                                                    |                                                                       |

## Palmarès

### Club

#### Competizioni nazionali
- Segunda División: 1

Castilla: 1983-1984
- Campionato spagnolo: 6

Real Madrid: 1985-1986, 1986-1987, 1987-1988, 1988-1989, 1989-1990, 1994-1995
- Coppa della Liga: 1

Real Madrid: 1985
- Supercoppa di Spagna: 4

Real Madrid: 1988, 1989, 1990, 1993
- Coppa di Spagna: 2

Real Madrid: 1988-1989, 1992-1993

#### Competizioni internazionali
- Coppa UEFA: 2

Real Madrid: 1984-1985, 1985-1986

### Individuale
- Trofeo Bravo: 2

1985, 1986
- Pichichi: 1

1990-1991 (19 gol)
- Inserito nel FIFA 100

2004
- Inserito tra le "Leggende del calcio" del Golden Foot

2022